# Episcada
Episcada é um gênero de borboletas cujas lagartas comem plantas da família do tomate.

## Espécies
Em ordem alfabética:
- Episcada apuleia (Hewitson, 1868)
- Episcada canilla (Hewitson, 1874)
- Episcada carcinia Schaus, 1902
- Episcada clausina (Hewitson, 1876)
- Episcada doto (Hübner, [1806])
- Episcada hemixanthe (C. & R. Felder, 1865)
- Episcada hymen Haensch, 1905
- Episcada hymenaea (Prittwitz, 1865)
- Episcada mira (Hewitson, 1877)
- Episcada philoclea (Hewitson, [1855])
- Episcada polita Weymer, 1899
- Episcada salvinia (Bates, 1864)
- Episcada sulphurea Haensch, 1905
- Episcada sylpha Haensch, 1905
- Episcada ticidella (Hewitson, 1869)
- Episcada vitrea d'Almeida & Mielke, 1967